# Christa Katharina Spieß
Christa Katharina Spieß (* 1966 in Karlsruhe) ist eine deutsche Wissenschaftlerin. Sie ist seit dem 1. Oktober 2021 Direktorin des Bundesinstituts für Bevölkerungsforschung.

## Leben
Christa Katharina Spieß schloss 1992 ihr Studium der Volkswirtschaftslehre und der politischen Wissenschaften an der Universität Mannheim als Diplomvolkswirtin ab. Sie war anschließend als wissenschaftliche Mitarbeiterin am Lehrstuhl für Sozialpolitik und öffentliche Wirtschaft der Ruhr-Universität Bochum tätig und promovierte dort 1996 mit dem Thema „Staatliche Eingriffe in Märkte für Kinderbetreuung. Theorie und Empirie im deutsch-amerikanischen Vergleich“.
Von 1997 bis 2000 arbeitete sie als Projektleiterin im Bereich „Politik und Gesellschaft“ der Prognos AG in Basel und Berlin und von 2000 bis 2012 als wissenschaftliche Mitarbeiterin in der Abteilung „Längsschnittstudie Sozio-oekonomisches Panel“ (SOEP) am Deutschen Institut für Wirtschaftsforschung in Berlin. Im Februar 2005 folgte ihre Habilitation am Fachbereich Wirtschaftswissenschaften der Technischen Universität Berlin.
Im Juli 2006 wurde sie als Professorin (W3) für Familien- und Bildungsökonomie an die Freie Universität Berlin berufen, in Kooperation mit dem Deutschen Institut für Wirtschaftsforschung (DIW Berlin). Zu diesem Zeitpunkt forschte sie bereits seit über zehn Jahren zum Themenkreis Familien- und Bildungsökonomie in der frühen Kindheit und war damit einer der Pioniere auf diesem Gebiet in Deutschland. Zuvor hatte Spieß einen Ruf auf die Universitätsprofessur „Educational Governance“ (W3) an der Wolfgang-Goethe-Universität Frankfurt am Main sowie einen Ruf auf die Universitätsprofessur „Ökonomie der Sozialpolitik“ (W2) an der Universität Bremen erhalten, hatte jedoch beide abgelehnt.
Seit 2012 ist sie an der FU Berlin an den Fachbereich Wirtschaftswissenschaft gewechselt und ist dort seitdem Professorin für Bildungs- und Familienökonomie. Dies wurde realisiert in Form einer S-Professur in Kooperation mit dem Deutschen Institut für Wirtschaftsforschung (DIW) Berlin. Am DIW ist sie weiterhin tätig, seit 2012 als Leiterin der Abteilung „Bildung und Familie“.
Spieß hatte zahlreiche Forschungsaufenthalte im In- und Ausland, so am Max-Planck-Institut für Bildungsforschung in Berlin, am Niederländischen Interdisziplinären Institut (NIDI) in Den Haag, an der Freien Universität Amsterdam, am Center for Policy Research an der Syracuse University in Syracuse (USA) und an der Cornell University in Ithaca (USA). Sie war Mitglied der Sachverständigenkommission für den Siebten Familienbericht der Bundesregierung und ist Mitglied des Wissenschaftlichen Beirats des Bundesministeriums für Familie, Senioren, Frauen und Jugend.
Am 1. Oktober 2021 übernahm sie als Direktorin und Nachfolgerin von Norbert F. Schneider die Leitung des Bundesinstituts für Bevölkerungsforschung.

## Arbeitsschwerpunkte
Die Arbeitsschwerpunkte von C. Katharina Spieß liegen bei Themen der Sozialpolitik, vorrangig in dem Bereich der Familien- und Bildungsökonomie.
In der Debatte um einen Ausbau der Kleinkinderbetreuung in Deutschland wies Spieß in dieser Debatte maßgeblich auf den volkswirtschaftlichen Nutzen eines solchen Ausbaus hin und plädierte für eine nachfrageorientierte Finanzierung von Kindertageseinrichtungen.

### Wissenschaftliche Veröffentlichungen von Katharina Spieß
- Gambaro, Ludovica; Gutu, Lidia; Schmitz, Sophia; Spieß, C. Katharina, Ziege, Elena: Mütter mit Zuwanderungsgeschichte: Ihre Erwerbs- und Sorgearbeit, Geschlechternormen und schulischen Unterstützungsleistungen, BiB.Bevölkerungsstudien 1/2024, November 2024, ISSN 2702-7651 (Print), ISSN 2702-766X (Online), DOI: https://doi.org/10.12765/bro-2024-02,  (deutsch, PDF 3 MB)
- Barschkett, Mara; Gambaro, Ludovica; Schäper, Clara; Spieß, C. Katharina; Ziege, Elena: Oma und Opa gefragt? Veränderung in der Enkelbetreuung - Wohlbefinden von Eltern - Wohlergehen von Kindern, BiB.Bevölkerungsstudien 01/2022, Juni 2022, DOI: https://doi.org/10.12765/bro-2022-01, (deutsch, PDF 4 MB)
- C. Katharina Spieß, Katharina Wrohlich: Does Distance Determine Who Attends a University in Germany?, IZA, Discussion Paper No. 3615, Juli 2008 (engl., PDF 548,46 kB)
- C. Katharina Spieß, Katharina Wrohlich: The parental leave benefit reform in Germany: costs and labour market outcomes of moving towards the Scandinavian model, IZA, Discussion Paper No. 2372, Juli 2008 (engl., PDF)
- C. Katharina Spieß: Abschätzung der Brutto-Einnahmeneffekte öffentlicher Haushalte und der Sozialversicherungsträger bei einem Ausbau von Kindertageseinrichtungen, Gutachten des DIW Berlin im Auftrag des BMFSFJ, Deutsches Institut für Wirtschaftsfragen, ISBN 3-8329-0244-9, 2003
- Charlotte Büchner, C. Katharina Spiess: Die Dauer vorschulischer Betreuungs- und Bildungserfahrungen Ergebnisse auf der Basis von Paneldaten, DIW Discussion Papers 687, April 2007, ISSN 1433-0210 und ISSN 1619-4535
- C. Katharina Spieß: Kurzvortrag beim Forum Demographischer Wandel: „Eine Vision für morgen: Gelingende Familie im Jahr 2020“, 6. Dezember 2006
- Familienbezogene Politiken in Deutschland, Dänemark, Frankreich und Großbritannien – eine Systematisierung unter Berücksichtigung der Geschlechtergleichstellung, gender…politik…online, April 2006
- Karsten Hank, Michaela Kreyenfeld, C. Katharina Spieß: Kinderbetreuung und Fertilität in Deutschland (PDF; 409 kB), DIW Diskussionspapiere 331, März 2003, ISSN 1619-4535
- C. Katharina Spieß u. a.: Abschätzung der (Brutto-)Einnahmeneffekte öffentlicher Haushalte und der Sozialversicherungsträger bei einem Ausbau von Kindertageseinrichtungen, Gutachten des DIW Berlin im Auftrag des Bundesministeriums für Familie, Senioren, Frauen und Jugend, 2002
- C. Katharina Spieß; Gütesiegel als neues Instrument der Qualitätssicherung von Humandienstleistungen, DIW, 2001
- C. Katharina Spieß, Michaela Kreyenfeld, Gert G. Wagner: Finanzierungs- und Organisationsmodelle institutioneller Kinderbetreuung. Analysen zum Status quo und Vorschläge zur Reform, 2001
- C. Katharina Spieß, Michaela Kreyenfeld, Gert G. Wagner: Kinderbetreuungspolitik in Deutschland: Möglichkeiten nachfrageorientierter Steuerungs- und Finanzierungsinstrumente, Zeitschrift für Erziehungswissenschaften 1/2002, S. 201–221
- C. Katharina Spieß, Felix Büchel: Müttererwerbstätigkeit und Kindertageseinrichtungen – neue Ergebnisse zu einem bekannten Zusammenhang, Vierteljahreshefte zur Wirtschaftsforschung 1/2002, S. 96–114
- C. Katharina Spieß: Staatliche Eingriffe in Märkte für Kinderbetreuung: Theorie und Empirie im deutsch-amerikanischen Vergleich, Bochum, Univ., Diss., 1996, ISBN 3-593-35938-3
- C. Katharina Spieß, Gerd Wagner: Ausserhäusige Kinderbetreuung in Deutschland – Institutionenanalyse des Status Quo und ein Reformvorschlag, Fakultät für Sozialwissenschaften, Ruhr-Universität Bochum, 1997
- C. Katharina Spieß: American and German mother's child care choice does policy matter?, Fakultät für Sozialwissenschaften, Ruhr-Universität Bochum, 1997 (engl.)
- C. Katharina Spieß, Gerd Wagner: In-patient long term care in Germany: selected problems of insurance and services, Fakultät für Sozialwissenschaften, Ruhr-Universität Bochum, 1994 (engl.)
- C. Katharina Spieß: Angebot und Nachfrage stationärer Altenhilfeeinrichtungen: Analyse eines regulierten Marktes, KDA, 1993

### Artikel mit Beiträgen von Katharina Spieß
- Privatschule für alle, www.sueddeutsche.de, 14. September 2009